# Adolphe Tanquerey
Adolphe Tanquerey PSS (* 1. Mai 1854 in Blainville-sur-Mer, Département Manche, Frankreich; † 21. Februar 1932 in Aix-en-Provence) war ein französischer katholischer Priester aus der Kongregation von Saint-Sulpice, Theologe und geistlicher Schriftsteller.

## Leben
Adolphe Tanquerey begann seine Ausbildung am Kolleg von Saint-Lô, dann ab 1873 am »Grand Séminaire« von Coutances, von wo er 1875 zum Priesterseminar St. Sulpice in Paris wechselte. Nach weiteren zwei Jahren Studiums in Rom promovierte er 1878 zum Doktor der Theologie, am Collegium Divi Thomae de Urbe (heute Päpstliche Universität Heiliger Thomas von Aquin, Angelicum); im gleichen Jahr erhielt er die Priesterweihe und wurde Mitglied der Gemeinschaft von St-Sulpice. Schließlich wurde er Professor für Dogmatik und übte verschiedene Ämter aus, wie das des Superiors am Seminar der Sulpizianer. In dieser Zeit schrieb er seine beiden wichtigsten Werke: Die Synopsis theologiae dogmaticae und die Synopsis theologiae moralis et pastoralis. Er zog aufgrund der damaligen antikirchlichen Politik Frankreichs zum Seminar der Sulpizianer in Issy-les-Moulineaux, wo er sein bekanntestes Werk schrieb, der Précis de théologie ascétique et mystique (in mehrere Sprachen übersetzt, dt.: Grundriss der aszetischen und mystischen Theologie). Dieses Kompendium wurde in mehrere Sprachen übersetzt und erfuhr eine große Verbreitung. Es beschrieb die Schulen der Askese von den Kirchenvätern bis zur Schule von Alfons von Liguori. Der Schwerpunkt liegt dennoch in der École française de spiritualité. 1926 zog er sich nach Aix-en-Provence zurück, wo er bis zu seinem Tod priesterliche Aufgaben übernahm und sich der immer neuen Überarbeitung seiner Lehrbücher sowie der Abfassung kleinerer Veröffentlichungen zu spirituellen Themen widmete.

## Veröffentlichungen (Auswahl)
- Grundriss der aszetischen und mystischen Theologie. Sarto-Verlag, Bobingen 2020, ISBN 978-3-96406-030-3 (unveränderter Nachdruck der Ausgabe Paris 1935).
- Synopsis theologiae dogmaticae. 3 Bände
- Synopsis theologiae moralis et pastoralis. 3 Bände
- Grundriss der aszetischen und mystischen Theologie, dt. Übersetzung von P. Johannes Sternaux SJ, Paris, Tournau, Rom, 1931 (Orig. fr.: Précis de théologie ascétique et mystique. 1923/1925 (auch online (französisch)))